# Laguna del Rey
Laguna del Rey es una localidad del estado mexicano de Coahuila, localizada en el bolsón de Mapimí, en el municipio de Ocampo. Está localizada a 210 kilómetros al norte de Torreón y 175 kilómetros al noroeste de Cuatro Ciénegas.

## Localización y demografía
Laguna del Rey se encuentra localizada junto a la laguna del mismo nombre, una de las lagunas frecuentes en las cuencas cerradas de los estados de Chihuahua y Coahuila, que se encuentran mayormente secas debido a la escasa precipitación pluvial, este hecho hace que se conviertan en grandes depósitos de sal, que son explotadas comercialmente. Laguna del Rey tuvo su principal auge a mediados de la década de los años 50, cuando fue descubierto un acuífero subterráneo con grandes depósitos de Sulfato sódico, lo que llevó a la instalación de una industria dedicada a su explotación. Esta compañía, denominada Química del Rey, dedica los minerales extraídos principalmente a la fabricación de detergentes.
Laguna del Rey se encuentra comunicada por carretera con Torreón, por vía de ferrocarril con Escalón y La Perla, Chihuahua y con Monclova, Coahuila, así como por caminos vecinales con el resto de las comunidades del desierto, existen además instalaciones bancarias y hospitalarias.

## Actualidad
Se ha anunciado que del 21 de diciembre de 2014 al 6 de octubre de 2015 en Laguna del Rey han ocurrido un total de seis suicidios, que equivalen a una tasa de 133 suicidios por cada 100 mil habitantes; 11.6 veces más que la media mundial y 26 veces más que la media nacional, de acuerdo con la Organización Mundial de la Salud.